# Edison, the Man
Edison, the Man és una pel·lícula britànica dirigida per Clarence Brown i estrenada l'any 1940.	

## Argument
En complir 82 anys, el científic Thomas Edison rep un homenatge públic amb motiu del cinquantenari del seu invent més popular, la bombeta. Mitjançant flashback, narra la seva vida des que van arribar a Nova York amb 22 anys, quan ja va començar a fer els seus primers passos en el món de la invenció.

## Comentaris
El 1940 la Metro-Goldwyn-Mayer va fer dues pel·lícules al voltant de la figura de l'inventor Thomas Edison, aquesta amb Spencer Tracy i una sobre la seva joventut protagonitzada per Mickey Rooney.

## Repartiment
- Spencer Tracy: Thomas Alva Edison
- Rita Johnson: Mary Stillwell
- Lynne Overman: James J. 'Bunt' Cavatt
- Charles Coburn: General Powell
- Gene Lockhart: Mr. Taggart
- Henry Travers: Ben Els
- Felix Bressart: Michael Simon, assistent d'Edison
- Peter Godfrey: Bob Ashton
- Guy D'Ennery: Lundstrom
- Byron Fougler: Edwin Hall
- Milton Parsons: 'Acid' Graham

## Premis
Nominada a l'Oscar al millor argument original.	